# 영도어린이영어도서관
영도어린이영어도서관은 부산광역시 영도구 남항동 소재의 어린이 도서관이다.

## 연혁
- 2009. 9. 23. Multipurpose Room 개관
- 2010. 10. 22. 어린이영어도서관 전관 개관

## 시설현황
- 1층 Information Desk 등
- 2층 Multipurpose room
- 3층 Reading Area
- 4층 강의실
- 5층 공연장 및 동아리방

## 이용 안내
이용 시간
- 매주 화요일 ~ 토요일 : 09 :00 ~ 18:00
- 매주 일요일 : 09 :00 ~ 17:00

휴관일
- 매주 월요일
- 일요일을 제외한 「관공서의 공휴일에 관한 규정」이 정한 공휴일(단, 일요일이 다른 공휴일과 겹치는 경우 휴관)
- 관장이 필요하다고 인정하는 날